# Cumbres Mayores
Cumbres Mayores is een gemeente in de Spaanse provincie Huelva in de regio Andalusië met een oppervlakte van 122 km². In 2007 telde Cumbres Mayores 1986 inwoners.